# Éliminatoires du Championnat d'Europe de football 1972
Navigation
Éliminatoires Euro 1968 Éliminatoires Euro 1976
Cet article traitre des éliminatoires de l'Euro 1972 proprement-dites qui se disputent en poules, ainsi que des quarts de finale de la compétition.
Les 32 nations inscrites au tour préliminaire sont réparties en huit poules de quatre. Le premier de chaque poule se qualifie pour les quarts de finale, joués en matchs aller-retour. Les 4 vainqueurs des quarts de finale se retrouvent en phase finale proprement dite, organisée dans l'un quatre pays qualifiés. En 1972, c'est la Belgique qui reçoit le tournoi final.
L'équipe de France, alors sous la direction de Georges Boulogne, se retrouve dans le groupe 2. Dans la dure traversée du désert que vivaient les Bleus depuis 1958, les éliminatoires de l'Euro 72 semblaient pourtant marquer l'amorce d'un renouveau. Malgré une défaite à domicile face à la Hongrie, les Tricolores conservaient mathématiquement encore une infime chance de qualification en se déplaçant en Bulgarie pour le dernier match du groupe. Une victoire par quatre buts d'écart leur était cependant nécessaire pour rejoindre les Hongrois à la tête du groupe. Or plutôt que de jouer un va-tout offensif face à des Bulgares déjà éliminés, Georges Boulogne aligna une équipe à tendance défensive développant un jeu frileux basé sur le contre. La défense française, malgré le début impérial en sélection de Marius Trésor au poste d'arrière gauche, n'était pas assez solide pour exploiter un tel système et la Bulgarie s'imposa 2-1. Il faudra attendre la Coupe du monde 1978 et l'émergence de la génération Platini pour voir enfin le bout du tunnel.

## Groupes éliminatoires

### Groupe 1
| Rang | Équipe          | Pts | J | G | N | P | Bp | Bc | Diff |  | Résultats (▼ dom., ► ext.) |     |     |     |     |
| ---- | --------------- | --- | - | - | - | - | -- | -- | ---- |  | -------------------------- | --- | --- | --- | --- |
| 1    | Roumanie        | 9   | 6 | 4 | 1 | 1 | 11 | 2  | +9   |  | Roumanie                   |     | 2-1 | 2-0 | 3-0 |
| 2    | Tchécoslovaquie | 9   | 6 | 4 | 1 | 1 | 11 | 4  | +7   |  | Tchécoslovaquie            | 1-0 |     | 1-0 | 1-1 |
| 3    | Pays de Galles  | 5   | 6 | 2 | 1 | 3 | 5  | 6  | -1   |  | Pays de Galles             | 0-0 | 1-3 |     | 3-0 |
| 4    | Finlande        | 1   | 6 | 0 | 1 | 5 | 1  | 16 | -15  |  | Finlande                   | 0-4 | 0-4 | 0-1 |     |

### Groupe 2
| Rang | Équipe   | Pts | J | G | N | P | Bp | Bc | Diff |  | Résultats (▼ dom., ► ext.) |     |     |     |     |
| ---- | -------- | --- | - | - | - | - | -- | -- | ---- |  | -------------------------- | --- | --- | --- | --- |
| 1    | Hongrie  | 9   | 6 | 4 | 1 | 1 | 12 | 5  | +7   |  | Hongrie                    |     | 2-0 | 1-1 | 4-0 |
| 2    | Bulgarie | 7   | 6 | 3 | 1 | 2 | 11 | 7  | +4   |  | Bulgarie                   | 3-0 |     | 2-1 | 1-1 |
| 3    | France   | 7   | 6 | 3 | 1 | 2 | 10 | 8  | +2   |  | France                     | 0-2 | 2-1 |     | 3-1 |
| 4    | Norvège  | 1   | 6 | 0 | 1 | 5 | 5  | 18 | -13  |  | Norvège                    | 1-3 | 1-4 | 1-3 |     |

### Groupe 3
| Rang | Équipe     | Pts | J | G | N | P | Bp | Bc | Diff |  | Résultats (▼ dom., ► ext.) |     |     |     |     |
| ---- | ---------- | --- | - | - | - | - | -- | -- | ---- |  | -------------------------- | --- | --- | --- | --- |
| 1    | Angleterre | 11  | 6 | 5 | 1 | 0 | 15 | 3  | +12  |  | Angleterre                 |     | 1-1 | 3-0 | 5-0 |
| 2    | Suisse     | 9   | 6 | 4 | 1 | 1 | 12 | 5  | +7   |  | Suisse                     | 2-3 |     | 1-0 | 5-0 |
| 3    | Grèce      | 3   | 6 | 1 | 1 | 4 | 3  | 8  | -5   |  | Grèce                      | 0-2 | 0-1 |     | 2-0 |
| 4    | Malte      | 1   | 6 | 0 | 1 | 5 | 2  | 16 | -14  |  | Malte                      | 0-1 | 1-2 | 1-1 |     |

### Groupe 4
| Rang | Équipe           | Pts | J | G | N | P | Bp | Bc | Diff |  | Résultats (▼ dom., ► ext.) |     |     |     |     |
| ---- | ---------------- | --- | - | - | - | - | -- | -- | ---- |  | -------------------------- | --- | --- | --- | --- |
| 1    | Union soviétique | 10  | 6 | 4 | 2 | 0 | 13 | 4  | +9   |  | Union soviétique           |     | 2-1 | 1-0 | 6-1 |
| 2    | Espagne          | 8   | 6 | 3 | 2 | 1 | 14 | 3  | +11  |  | Espagne                    | 0-0 |     | 3-0 | 7-0 |
| 3    | Irlande du Nord  | 6   | 6 | 2 | 2 | 2 | 10 | 6  | +4   |  | Irlande du Nord            | 1-1 | 1-1 |     | 5-0 |
| 4    | Chypre           | 0   | 6 | 0 | 0 | 6 | 2  | 26 | -24  |  | Chypre                     | 1-3 | 0-2 | 0-3 |     |

### Groupe 5
| Rang | Équipe   | Pts | J | G | N | P | Bp | Bc | Diff |  | Résultats (▼ dom., ► ext.) |     |     |     |     |
| ---- | -------- | --- | - | - | - | - | -- | -- | ---- |  | -------------------------- | --- | --- | --- | --- |
| 1    | Belgique | 9   | 6 | 4 | 1 | 1 | 11 | 3  | +8   |  | Belgique                   |     | 3-0 | 3-0 | 2-0 |
| 2    | Portugal | 7   | 6 | 3 | 1 | 2 | 10 | 6  | +4   |  | Portugal                   | 1-1 |     | 2-0 | 5-0 |
| 3    | Écosse   | 6   | 6 | 3 | 0 | 3 | 4  | 7  | -3   |  | Écosse                     | 1-0 | 2-1 |     | 1-0 |
| 4    | Danemark | 2   | 6 | 1 | 0 | 5 | 2  | 11 | -9   |  | Danemark                   | 1-2 | 0-1 | 1-0 |     |

### Groupe 6
| Rang | Équipe               | Pts | J | G | N | P | Bp | Bc | Diff |  | Résultats (▼ dom., ► ext.) |     |     |     |     |
| ---- | -------------------- | --- | - | - | - | - | -- | -- | ---- |  | -------------------------- | --- | --- | --- | --- |
| 1    | Italie               | 10  | 6 | 4 | 2 | 0 | 12 | 4  | +8   |  | Italie                     |     | 2-2 | 3-0 | 3-0 |
| 2    | Autriche             | 7   | 6 | 3 | 1 | 2 | 14 | 6  | +8   |  | Autriche                   | 1-2 |     | 1-0 | 6-0 |
| 3    | Suède                | 6   | 6 | 2 | 2 | 2 | 3  | 5  | -2   |  | Suède                      | 0-0 | 1-0 |     | 1-0 |
| 4    | République d'Irlande | 1   | 6 | 0 | 1 | 5 | 3  | 17 | -14  |  | République d'Irlande       | 1-2 | 1-4 | 1-1 |     |

### Groupe 7
| Rang | Équipe             | Pts | J | G | N | P | Bp | Bc | Diff |  | Résultats (▼ dom., ► ext.) |     |     |     |     |
| ---- | ------------------ | --- | - | - | - | - | -- | -- | ---- |  | -------------------------- | --- | --- | --- | --- |
| 1    | Yougoslavie        | 9   | 6 | 3 | 3 | 0 | 7  | 2  | +5   |  | Yougoslavie                |     | 2-0 | 0-0 | 0-0 |
| 2    | Pays-Bas           | 7   | 6 | 3 | 1 | 2 | 18 | 6  | +12  |  | Pays-Bas                   | 1-1 |     | 3-2 | 6-0 |
| 3    | Allemagne de l'Est | 7   | 6 | 3 | 1 | 2 | 11 | 6  | +5   |  | Allemagne de l'Est         | 1-2 | 1-0 |     | 2-1 |
| 4    | Luxembourg         | 1   | 6 | 0 | 1 | 5 | 1  | 23 | -22  |  | Luxembourg                 | 0-2 | 0-8 | 0-5 |     |

### Groupe 8
| Rang | Équipe               | Pts | J | G | N | P | Bp | Bc | Diff |  | Résultats (▼ dom., ► ext.) |     |     |     |     |
| ---- | -------------------- | --- | - | - | - | - | -- | -- | ---- |  | -------------------------- | --- | --- | --- | --- |
| 1    | Allemagne de l'Ouest | 10  | 6 | 4 | 2 | 0 | 10 | 2  | +8   |  | Allemagne de l'Ouest       |     | 0-0 | 1-1 | 2-0 |
| 2    | Pologne              | 6   | 6 | 2 | 2 | 2 | 10 | 6  | +4   |  | Pologne                    | 1-3 |     | 5-1 | 3-0 |
| 3    | Turquie              | 5   | 6 | 2 | 1 | 3 | 5  | 13 | -8   |  | Turquie                    | 0-3 | 1-0 |     | 2-1 |
| 4    | Albanie              | 3   | 6 | 1 | 1 | 4 | 5  | 9  | -4   |  | Albanie                    | 0-1 | 1-1 | 3-0 |     |

## Quarts de finale
| Équipe 1    | Résultat | Équipe 2             | Aller | Retour | Appui |
| ----------- | -------- | -------------------- | ----- | ------ | ----- |
| Italie      | 1 - 2    | Belgique             | 0 - 0 | 1 - 2  |       |
| Angleterre  | 1 - 3    | Allemagne de l'Ouest | 1 - 3 | 0 - 0  |       |
| Roumanie    | 4 - 5    | Hongrie              | 1 - 1 | 2 - 2  | 1 - 2 |
| Yougoslavie | 0 - 3    | Union soviétique     | 0 - 0 | 0 - 3  |       |

## Les qualifiés pour le tournoi final
- Belgique (choisi comme pays organisateur)
- Allemagne de l'Ouest
- Union soviétique
- Hongrie

## Sources
- Site de l'UEFA
- Site non officiel d'archives sur l'Euro
- RSSSF - Euro 72